# الجانب الآخر من الريح (فلم)
الجانب الآخر من الريح (بالإنجليزية: The Other Side of the Wind) هو فيلم تجريبي أمريكي فرنسي من إخراج اورسون ويلز (1915 -1985) وهو مخرج ومؤلف وممثل ومنتج أمريكي وهو أحد أهم فناني الدراما في القرن العشرين، كما  شارك ويلز في كتابة الفيلم والإنتاج والمونتاج. تم إصدار الفيلم في عام 2018 بعد أكثر من أربعين عامًا من التطوير. الفيلم من بطولة جون هوستون وبوب راندوم وبيتر بوجدانوفيتش وسوزان ستراسبيرغ وأوجا كودار. بدأ تصوير الفيلم في عام 1970، عندما أراد ويلز العودة بعد انقطاع إلى هوليوود، واصل ويلز العمل بشكل متقطع في المشروع في الثمانينيات، لكن بعض تعقيدات قانونية ومالية وسياسية حالت دون الانتهاء من الفيلم. استخدم الفيلم قصة اليوم الأخير في حياة مخرج أفلام هوليوود جون هيوستون، حيث يستضيف حفلة عرض لمشروعه الاخير غير المكتمل. تم تصوير الفيلم بأسلوب ساخر غير تقليدي يتميز بنهج القطع السريع بالألوان ولقطات بالأبيض والأسود. كان القصد منه أن يكون بمثابة هجاء لكل من رحيل كلاسيك هوليوود وصانعي الأفلام الطليعيين في أوروبا ونيو- هوليوود في السبعينيات. كانت النتائج التي لم يتم نشرها تسمى «الكأس المقدسة للسينما the Holy Grail of cinema»، الفيلم يحمل الرقم القياسي في أطول وقت إنتاج في التاريخ حيث استمر إنتاجه لمدة 48 عامًا. بالرغم من وفاة ويلز في عام 1985 فقد تم الانتهاء من التصوير وبُذلت عدة محاولات لإعادة بناء الفيلم غير المكتمل، وفي عام 2014، تم الحصول على الحقوق من قبل شركة «رويال رود» وأشرف على المشروع بوجدانوفيتش (مخرج أفلام وممثل ومؤلف ومنتج أمريكي من أصل صربي. وهو كذلك مؤرخ وناقد سينمائي. كان من ضمن موجة السينما الجديدة «هوليوود الجديدة»)  والمنتج فرانك مارشال.
كان العرض الأول للفيلم في مهرجان البندقية السينمائي الدولي الخامس والسبعين في 31 أغسطس 2018، واصدرته شركة نيتفليكس في 2 نوفمبر 2018، مصحوبًا بالفيلم الوثائقي «سيحبونني عندما أكون ميتا They'll Love Me When I'm Dead»، وهو فيلم يتعرض للخمسة عشر عامًا الأخيرة من حياة المخرج الأسطوري أورسون ويلز، يعلق آمال عودته للعمل في هوليوود على فيلم، «الجانب الآخر من الريح»، الذي هو في حد ذاته فيلم عن مخرج سينمائي مسن يحاول إنهاء آخر فيلم رائع له.

## روابط خارجية
- مقالات تستعمل روابط فنية بلا صلة مع ويكي بيانات

https://www.imdb.com/title/tt0069049/ الجانب الآخر من الريح (فيلم)
https://www.rottentomatoes.com/m/the_other_side_of_the_wind الجانب الآخر من الريح (فيلم)
https://www.rogerebert.com/reviews/the-other-side-of-the-wind-2018 الجانب الآخر من الريح (فيلم)
https://www.metacritic.com/movie/the-other-side-of-the-wind الجانب الآخر من الريح (فيلم)
https://variety.com/2018/film/news/the-other-side-of-the-wind-review-orson-welles-1202919545/ الجانب الآخر من الريح (فيلم)
https://www.netflix.com/sa-en/title/80085566 الجانب الآخر من الريح (فيلم)
https://www.wellesnet.com/other-side-of-the-wind/ الجانب الآخر من الريح (فيلم)
https://www.nytimes.com/2018/11/01/movies/the-other-side-of-the-wind-review-orson-welles.html الجانب الآخر من الريح (فيلم)
https://film.avclub.com/lost-for-decades-orson-welles-the-other-side-of-the-w-1830099473 الجانب الآخر من الريح (فيلم)
https://www.imdb.com/title/tt6893836/ الجانب الآخر من الريح (فيلم)